# ESPN Premium (Argentina)
ESPN Premium (conocido anteriormente como Fox Sports Premium) es un canal de televisión por suscripción premium argentino dedicado a la transmisión específicamente del fútbol de ese país, junto con TNT Sports tras la alianza Fox-Turner para la televisación del fútbol argentino, el cual reemplaza al programa público Fútbol Para Todos. A partir de la cancelación de ese programa en enero de 2017, tanto Fox como Turner se convirtieron en los dueños de los derechos de teledifusión del fútbol argentino.

## Historia
Fue lanzado el 21 de agosto de 2017 a partir de las 7:00 a. m. bajo el nombre de Fox Sports Premium, transmitiendo las repeticiones de los partidos del Campeonato de Primera División 2016-17 hasta el 25 de agosto de 2017, fecha en la que comenzó la Superliga 2017-18. 
La adquisición de los derechos de transmisión fue bastante polémica, ya que la propuesta por parte de Fox y Turner no se había presentado en condiciones ante la AFA debido a un error en el texto de la propuesta, por lo que dicha oferta debió ser rechazada y permitirle a los otros candidatos de transmisión tener mayor ventaja en ser elegidos. Sin embargo, la propuesta fue la ganadora.
El 16 de octubre de 2020, la Asociación del Fútbol Argentino rompió el contrato de la televisación del fútbol argentino por la adquisición de 21st Century Fox por parte de Disney, quedando a Turner como única empresa en la transmisión y dejando abierta la posibilidad de que la Televisión Pública transmita partidos sin costo adicional. Finalmente, el 30 de octubre, la justicia falló a favor de Disney, pudiendo así transmitir los encuentros de manera normal.
Debido a que Disney vendió los derechos de todo lo relacionado con Fox Sports a Mediapro, incluyendo los denominados "contenidos fundamentales" (cumpliendo así con uno de los dictámenes impuestos por la Comisión Nacional de Defensa de la Competencia) en abril de 2022, la empresa se quedó con los derechos del fútbol argentino que previamente le pertenecían a Fox, y por ende quedándose también con la señal de Fox Sports Premium. Debido a esto, y a que Disney ya no posee los derechos de la marca "Fox Sports", el 1 de mayo de 2022 Fox Sports Premium fue renombrado a ESPN Premium para reflejar este cambio.
Desde 2017 transmite la mitad de los encuentros (7 de 14) de cada fecha de la Liga Profesional de Fútbol y el resto de los partidos en diferido, ya sean repeticiones de partidos del canal, o la emisión diferida del resto de los 7 partidos transmitidos por TNT Sports, que son producidos en conjunto por Torneos y La Corte.
El canal tiene una similitud con la antigua organización de TyC Max, ya que se tiene que abonar un costo mensual para poder ver los partidos.

## Eventos deportivos
- Liga Profesional de Fútbol